# Vladimir Padrino López
Vladimir Padrino López (Caracas, 30 de mayo de 1963) es un militar con el rango de general en jefe del Ejército Bolivariano y político venezolano, que se desempeña como ministro de la Defensa desde 2014 en Venezuela.
Actualmente es uno de los funcionarios activos militares, de mayor confianza dentro del gobierno de Nicolás Maduro.

## Biografía

### Primeros años y estudios
Nació en Caracas. Hijo de José Manuel Padrino Renaul y Carmen Oneida López de Padrino. Cursó estudios básicos en la Escuela el Cafetal. Egresó de la Academia Militar de Venezuela (actual Academia Militar del Ejército Bolivariano, adscrita a la Universidad Militar Bolivariana de Venezuela) el 5 de julio de 1984 con la promoción “General de Brigada Juan Gómez Mireles”. Pertenece al arma de infantería. Comandó el pelotón de morteros del Batallón de Infantería Antonio Ricaurte, en Rubio, estado Táchira. 
Entre febrero y abril de 1995, Padrino fue enviado a la Escuela de las Américas en Fort Benning, para un curso de "Operaciones psicológicas" por parte del Ejército de los Estados Unidos. Tiene un doctorado honoris causa otorgado por la UMBV.

### Carrera militar
Durante los sucesos de 2002 era comandante del Batallón de Infantería Simón Bolívar, destacado en Fuerte Tiuna. Durante dichos eventos se mantuvo leal al gobierno de Hugo Chávez. Posteriormente, en el año 2012, fue nombrado Segundo Comandante y Jefe del Estado Mayor General del Ejército Bolivariano.
Ha sido docente en diversos institutos militares y civiles, incluyendo la Universidad Nacional Experimental Politécnica de la Fuerza Armada Nacional Bolivariana (UNEFA), la Academia Militar del Ejército Bolivariano (AMEB), UMBV y la Escuela de Infantería General en Jefe Rafael Urdaneta. Fue miembro fundador del Comando Institucional Moral y Luces de la Fuerza Armada Nacional Bolivariana. Es autor del manual «Procedimiento de Preparación de Operaciones», el cual es utilizado como consulta y sirve de referencia en institutos, escuelas y universidades de capacitación y formación profesional de la Fuerza Armada Nacional Bolivariana.
Ha sido ascendido a los grados de General de Brigada, General de División, Mayor General y General en Jefe, ocupando el primer lugar dentro del Orden de Mérito General de su promoción. Fue galardonado con la Orden del Libertador en su segunda clase. Anteriormente fungió como Comandante Estratégico Operacional de la Fuerza Armada Nacional Bolivariana, siendo el primero designado para este cargo por el presidente Nicolás Maduro. También ocupó el cargo de Segundo Comandante y Jefe del Estado Mayor General del Ejército Bolivariano durante el gobierno de Hugo Chávez. en el 2023 vuelve a ser ratificado ministro de la defensa.

### Ministro del Poder Popular para la Defensa

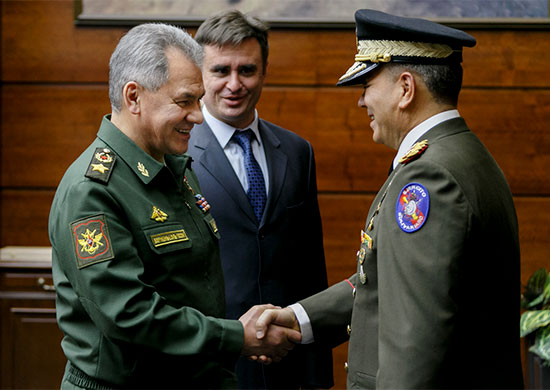
Padrino López con el ministro de Defensa ruso Serguéi Shoigú

El 24 de octubre de 2014 fue nombrado por el presidente Nicolás Maduro, sucesor de Carmen Meléndez en el puesto de ministro de defensa y posteriormente ratificado, como Ministro del Poder Popular para la Defensa, el día 7 de julio de 2019. El 7 de julio de 2022 Padrino López fue ratificado como Ministerio de Defensa.
A vísperas de las elecciones presidenciales de 2024, el ministro Padrino declaró que los militares aceptarían los resultados, aclarando: «El que ganó a montarse encima de su proyecto de Gobierno y el que perdió que se vaya, a descansar». El 28 de julio en la noche el ministro de Defensa general  Padrino López; el ministro de Relaciones Interiores, Remigio Ceballos Ichaso y el jefe del Comando Estratégico Operacional Domingo Hernández Lárez envían un mensaje acerca de la jornada electoral, de haber presenciado un acto cívico en paz y que continúa el Plan República trabajando el ministro Cevallos se cumplirá la resolución 072, que continúa vigente hasta 12:00 a.m. del día lunes, pidió esperar los resultados. La fase postelectoral, se recogerá y entregará el material de actas y cajas con votos hasta el día 30 de julio en el llanito, rampa de Maiquetia y Mariches; el material tecnológico se recogerá y entregará hasta el día 15 de agosto.

## Sanciones
El 22 de septiembre de 2017, el gobierno de Canadá anunció sanciones contra 40 funcionarios venezolanos, quienes poseen cuantiosas fortunas en el extranjero cuyo origen es desconocido, estas sanciones buscan presionar al gobierno presidido por Nicolás Maduro para que "se restaure el orden democrático" en el país, en esta lista estaba incluido Padrino López al igual que otros militares como Néstor Reverol y Cármen Meléndez, las sanciones incluyen la congelación de activos y la prohibición realizar negocios con alguno de los penalizados.
Padrino López ha sido sancionado por varios países y tiene prohibido ingresar a la vecina Colombia. El gobierno colombiano mantiene una lista de personas con prohibición de ingresar y sujetas a expulsión. En enero de 2019, la lista contaba con 200 personas con "estrecha relación y apoyo al régimen de Nicolás Maduro".
El gobierno de Estados Unidos también sancionó a Padrino el 25 de septiembre de 2018, por su papel en la consolidación en el poder de Nicolás Maduro en Venezuela luego del intento fallido de golpe de Estado en su contra. El 10 de enero de 2025 la Oficina de Control de Activos Extranjeros del Departamento del Tesoro de Estados Unidos anunció un aumento de las recompensas de US$15 millones por información que conduzca al arresto del ministro de Defensa, Vladimir Padrino López, quien enfrentan cargos por narcotráfico ante la justicia estadounidense.

## Vida personal
Vladimir Padrino López estuvo casado con la ingeniera Yarazetd Jennifer Betancourt Contreras, quien trabajaba en PDVSA. De dicho matrimonio tiene dos hijos: Mitchell Padrino Betancourt y Yarazetd Padrino Betancourt, quienes residen en Madrid. Actualmente mantiene una relación sentimental con Vivian Arlet Ruiz Barrera. Ambas parejas han sido acusadas de negocios oscuros a la sombra del general.